# Buffalo Wings (Inlinehockey)
Die Buffalo Wings waren ein US-amerikanisches Inlinehockeyfranchise aus Buffalo im Bundesstaat New York. Es existierte von 1997 bis 1999 und nahm an zwei Spielzeiten der professionellen Inlinehockeyliga Roller Hockey International teil. Die Heimspiele des Teams wurden in der Marine Midland Arena ausgetragen.

## Geschichte
Das Team war vor der Saison 1997 von Glens Falls im Bundesstaat New York, wo es 1996 als Empire State Cobras am Spielbetrieb der Roller Hockey International teilnahm, nach Buffalo im Bundesstaat New York verlegt worden, wo es als Buffalo Wings in den Saisons 1997 und 1999 am Spielbetrieb der Roller Hockey International teilnahm.
Im Spieljahr 1997 wurde die Teilnahme an den Playoffs klar verpasst. In der abgesagten RHI-Saison 1998 wechselte das Team in die Konkurrenzliga Major League Roller Hockey. In der Saison 1999 gelang nach der Rückkehr in die Roller Hockey International die Qualifikation für die Endrunde, in denen das Team im Conference-Finale den St. Louis Vipers unterlag.
1997 hatten die Wings den dritthöchsten Zuschauerschnitt der Liga mit 4885 Besuchern. Im letzten RHI-Spieljahr musste jedoch ein starker Rückgang der Zuschauerzahlen verbucht werden, lediglich 1306 Zuschauer im Schnitt wollten sich die Spiele der Buffalo Wings anschauen.
Die Teamfarben waren Lila, Grün, Schwarz und Weiß.

## Saisonstatistik
Abkürzungen: Sp = Spiele, S = Siege, N = Niederlagen, OTN = Niederlagen nach Overtime oder Shootout, Pkt = Punkte, T = Erzielte Tore, GT = Gegentore
| Saison | Sp                                          | S                                           | N                                           | U                                           | OTN                                         | Pkt                                         | T                                           | GT                                          | Platz                                                                                            | Playoffs                                    |
| 1997   | 24                                          | 6                                           | 18                                          | 0                                           | 12                                          | 127                                         | 208                                         | 5., Eastern                                 | nicht qualifiziert                                                                               |                                             |
| 1998   | Teilnahme an der Major League Roller Hockey | Teilnahme an der Major League Roller Hockey | Teilnahme an der Major League Roller Hockey | Teilnahme an der Major League Roller Hockey | Teilnahme an der Major League Roller Hockey | Teilnahme an der Major League Roller Hockey | Teilnahme an der Major League Roller Hockey | Teilnahme an der Major League Roller Hockey | Teilnahme an der Major League Roller Hockey                                                      | Teilnahme an der Major League Roller Hockey |
| 1999   | 26                                          | 13                                          | 13                                          | 0                                           | 26                                          | 185                                         | 193                                         | 2., Eastern                                 | Sieg im Conference-Halbfinale, 8:3 (Minnesota) Niederlage im Conference-Finale, 7:11 (St. Louis) |                                             |

## Bekannte Spieler
- Mike Burman
- Michael De Angelis
- Frank LaScala
- Mark Major
- Chris Palmer
- Andy Rymsha
- Pete Vandermeer
- John Vecchiarelli